# A Little Respect
A Little Respect è una canzone del duo synth pop britannico Erasure, tratta dal loro terzo album del 1987 The Innocents e pubblicata come singolo nel 1988.
Considerato il singolo di maggior successo della band, debuttò al quarto posto nelle classifiche del Regno Unito, e raggiunse il quattordicesimo nella Billboard Hot 100.
Scritta e composta da entrambi i membri del gruppo, Vince Clarke e Andy Bell, la canzone è caratterizzata dalla presenza di una chitarra acustica che enfatizza, per contrasto, l'utilizzo del sintetizzatore, e dalla voce di Bell che sale in un alto falsetto durante il ritornello.
La canzone è stata omaggiata in molte cover; di queste la più celebre è il rifacimento in chiave punk rock effettuato dal gruppo statunitense Wheatus, contenuto nel loro album d'esordio Wheatus del 2001, e diventato a sua volta una hit. Anche il gruppo argentino Attaque 77 ne ha realizzato una propria versione, cantata però in spagnolo ed intitolata Un Poco de Respeto, inclusa nel loro album Otras Canciones del 1997.
La canzone è altresì nota per essere divenuta una sorta di "inno" gay, in parte grazie alla dichiarata omosessualità del cantante Andy Bell, che fu uno dei primi artisti pop ad ammetterla in pubblico negli anni ottanta.
In tempi recenti, la canzone è apparsa all'interno della nota serie TV Scrubs, nella quale funge da vera e propria colonna sonora ad un intero episodio della prima serie, L'errore del mio migliore amico, nel quale svariati personaggi cantano la "loro" versione del ritornello del brano. In tale episodio, si ascolta il personaggio di Chris Turk affermare che, a suo parere, "Quella canzone è come un virus!".
A Little respect è comparsa anche nel film D.E.B.S. - Spie in minigonna nel quale viene cantata dal personaggio di Lucy Diamond dopo che questa si è appena lasciata con Amy.